# 시바약산

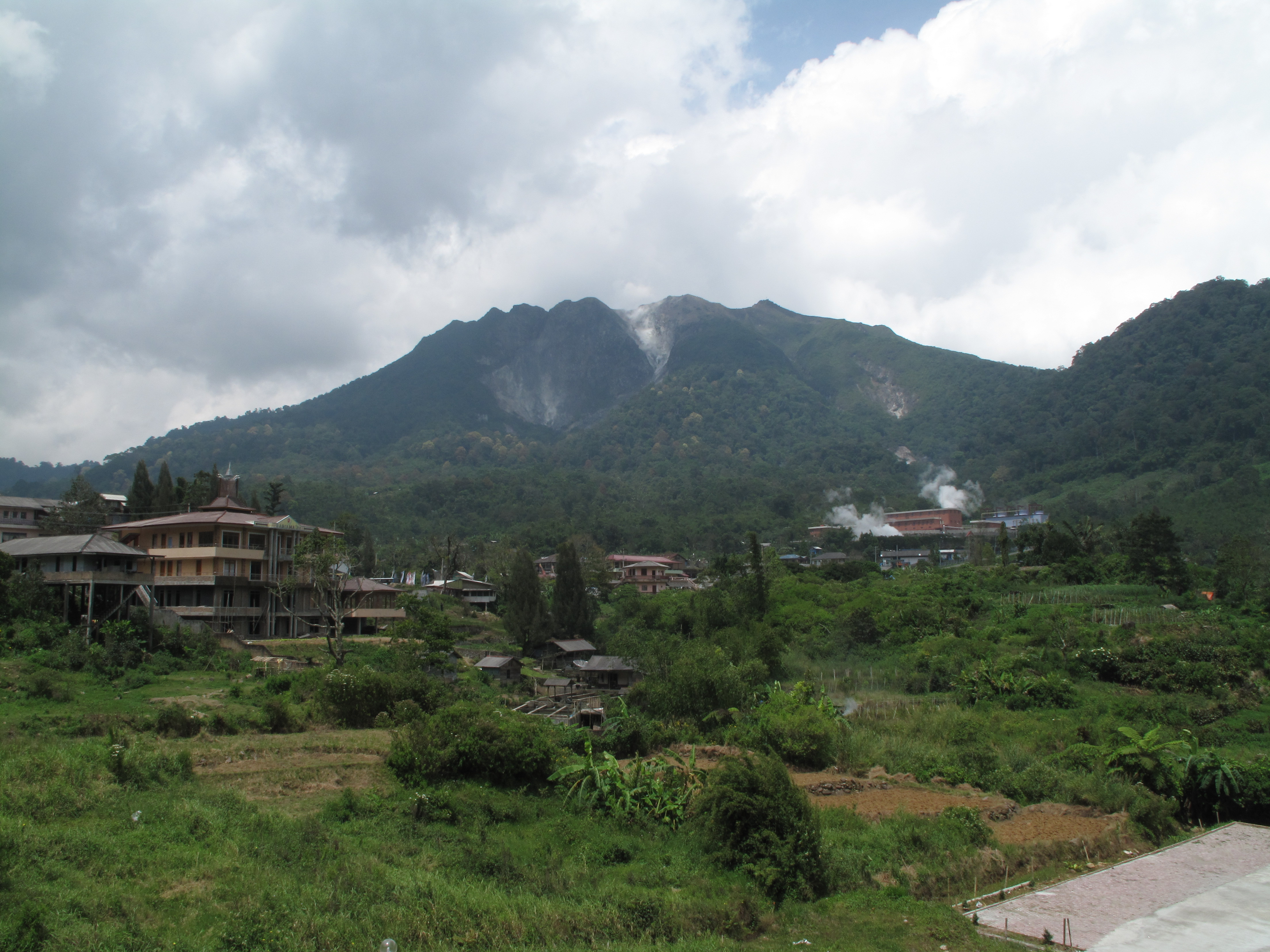

시바약산(인도네시아어: Gunung Sibayak)은 인도네시아 수마트라섬의 수마트라우타라 주에 있는 활화산으로,
성층 화산이다. 이 화산은 꼭대기로 올라갈수록 유황과 유황 냄새가 많아지고, 정상에는 커다란 분화구도 있다. 이 화산은 폭발 조짐을 보이지
않지만, 근처에 있는 시나붕산이 폭발해 화제가 된 적도 있다. 유황 연기때문에 정상에서는 머리가 멍하여 오래 있을 수가 없다. 그러나 사람들은
많이 방문한다. 어떤 길은 헷갈리게 갈림길로 되어 있기도 하다. 해발 2,212m의 작은 성층 화산이다. 마지막 분화는 1881년에 있었다.